# Leif Åke Ringquist
Leif Åke Ringquist (* 2. Oktober 1942) ist ein schwedischer Diplomat im Ruhestand.

## Leben
1981 war er Gesandtschaftssekretär erster Klasse in Wien. 1990 war er als Gesandtschaftsrat im Außenministerium zuständig für die Umsetzung des Verbotes von Besuchen von Atomwaffen tragenden Schiffen in Schwedischen Häfen. Ein geplanter Besuch der Brilliant im Seehafen Göteborg, am 28. Juni 1990 war ohne Angabe von Gründen abgesagt worden.
Von 1997 bis 2003 war er Botschafter in Riad (Saudi-Arabien) gleichzeitig war er in Maskat und Sanaa akkreditiert.
Seine Amtszeit war nach dem Ende 1994, Außenminister Mats Hellström eine restriktivere Rüstungsexport Politik anstrebte. Vorher, in einer Denkschrift vom 17. Januar 1994 hatte die Regierung von Carl Bildt, festgehalten, dass alle sechs westlichen Staaten am Persischen Golf, zu welchen Saudi-Arabien zählt, die Richtlinien für den Kauf von militärischer Ausrüstung einhalten, welche kein Kriegsmaterial für den Kampfeinsatz sind. Dies bedeutete, dass die damalige Regierung der Ansicht war, dass es in Saudi-Arabien keine schwerwiegenden und schweren Menschenrechtsverletzungen gab.
Gemäß der Svensk vapenexportpolitiken (schwedischen Rüstungsexportpolitik) ist besondere Vorsicht geboten, wenn im beabsichtigten Käuferland „die Informationen unzureichend“ sind.

„Det är svårt för ambassaden av få förstahandskunskap om brott mot mänskliga rättigheter i Saudiarabien.
(Es ist schwierig für die Botschaft, die Menschenrechtsverletzungen in Saudi-Arabien aus erster Hand zu erfahren)“

Opposition, Kritik an der Monarchie oder religiösen Führern darf nicht veröffentlicht werden. Redefreiheit und Religionsfreiheit fehlen. In Strafgerichtsverfahren stehen keine Rechtsanwälte  zur Verfügung und Gerichtsverfahren sind nicht öffentlich.
Das Aftonbladet hatte am 24. Oktober 1998 berichtet, dass BAE Systems Hägglunds, vom Außenministerium erlaubt worden sei, den als militärisch einsetzbar eingestuften Bandvagn 206 der saudischen Regierung anzubieten. Lars Ångström stellte daraufhin eine parlamentarische Anfrage: Ich möchte den Handelsminister Leif Pagrotsky fragen: Beabsichtigt der Handelsminister, Hägglunds Versuch, Bandvagn nach Saudi-Arabien zu exportieren, zu stoppen?
| Vorgänger     | Amt                                            | Nachfolger   |
| ------------- | ---------------------------------------------- | ------------ |
| Lave Johnsson | Schwedischer Botschafter in Riad 1997 bis 2003 | Åke Karlsson |